# Das verrückte California-Hotel
Das verrückte California-Hotel (Originaltitel: California Suite) ist eine US-amerikanische Filmkomödie von Regisseur Herbert Ross aus dem Jahr 1978. Sie basiert auf dem Broadway-Stück California-Suite (Originaltitel: California Suite) aus dem Jahr 1976 von Neil Simon, der auch das Drehbuch verfasste.

## Handlung
In ein Luxushotel in Los Angeles kehren fünf Paare ein, die sich mit unterschiedlichen Problemen konfrontiert sehen. In einem Hotelzimmer treffen das mittlerweile geschiedene Autoren-Ehepaar Hannah und Bill Warren aufeinander. Die gemeinsame minderjährige Tochter ist der emanzipierten Publizistin aus New York weggelaufen und hat sich mit fadenscheiniger Begründung beim Vater an der Westküste einquartiert. Nach eingehender Diskussion sieht Hannah ein, dass ihre Tochter beim leiblichen Vater besser aufgehoben ist, und tritt die Rückreise an.
Diana Barrie und ihr Ehemann Sidney, ein bisexueller Antiquitätenhändler, reisen zur Oscar-Verleihung, bei der die englische Schauspielerin für den Academy Award nominiert ist. Obwohl die Shakespeare-Darstellerin die leichtfüßige Komödie, in der sie auftritt, nicht mag und bei den Buchmachern als Außenseiterin gilt, hofft sie dennoch auf den Gewinn des Filmpreises. Der Oscar geht jedoch an eine jüngere Kollegin, und die vernachlässigte Diana findet Trost bei ihrem Ehemann, der sich zuvor ausschließlich dem männlichen Geschlecht gewidmet hat.
Zwei afroamerikanische Chirurgen aus Chicago, die mit ihren Ehefrauen im Hotel absteigen, konkurrieren wiederum miteinander, was in zahlreiche Missgeschicke ausartet, während der verheiratete Harry aus der Provinz sich am nächsten Tag mit einer besinnungslos betrunkenen Schönheit – die ihm sein Bruder „spendiert“ hat – in seinem Bett wiederfindet. Harry versucht den Seitensprung vor seiner plötzlich aus Philadelphia nachgereisten Ehefrau Millie zu verheimlichen, doch diese entdeckt das schlafende Mädchen.

## Hintergrund
Der Film wurde im berühmten Beverly Hills Hotel gedreht. Nach einer 150 Millionen US-Dollar teuren Renovierung gibt es heute ein Filmverbot im Hotel, um die prominenten Gäste zu schützen.
Maggie Smith gewann den Oscar als beste Nebendarstellerin. Im Broadway-Stück war die Rolle von der US-Amerikanerin Tammy Grimes interpretiert worden.
Die Szenen am und im Dorothy-Chandler-Pavillon wurden unmittelbar vor der 50. Oscarverleihung gedreht. Man sieht während der Barszene den dort nominierten Richard Burton (Equus – Blinde Pferde) auf dem Fernsehschirm.

## Kritiken
Der film-dienst sah in Das verrückte California-Hotel im Vergleich zu anderen Neil-Simon-Verfilmungen wie Ein seltsames Paar, Das Nervenbündel oder Der Untermieter eine herbe „Enttäuschung“ und kreidete das Fehlen einer „dramaturgische(n) Klammer“ an. Die zeitgenössische Filmkritik sah bei der ersten Episode um Fonda und Alda „noch etwas von intelligent-scharfzüngiger Dialektik“ aufblitzen, während Simon in der zweiten Episode um Smith und Caine ungewöhnlich vulgäre Töne angeschlagen habe. Die dritte Episode um die Arzt-Ehepaare sei dagegen „Possenreißerei“ und „verstimme“, da die „unsympathische Tölpel- und Intrigantenrolle […] ausgerechnet den Farbigen im Ensemble zugeteilt“ wurde. Die vierte Episode sei in „ältester Boulevardschwank-Manier aufgezogen“ und habe Schauspieler Walter Matthau nur Gelegenheit geboten, „ein ausgeleiertes Klischee abzuziehen“. Regisseur Herbert Ross lasse „allen billigen Unterhaltungseffekten die Zügel schießen“ und versäume es, „die theatermäßige Struktur des dialogbetonten Stücks filmisch aufzulösen“.

## Auszeichnungen
- 1978: Los Angeles Film Critics Association Award in der Kategorie Beste Hauptdarstellerin (Fonda; ebenso für Coming Home – Sie kehren heim und Eine Farm in Montana)
- 1979: Oscar in der Kategorie Beste Nebendarstellerin (Smith), zwei weitere Nominierungen
- 1979: Golden Globe und Kansas City Film Critics Circle Award in der Kategorie Beste Nebendarstellerin (Smith)
- 1980: Evening Standard British Film Award für Smith als beste Darstellerin